# بوره رين
بُورُه رِين (بالدنماركية: Børge Ring)‏ هو رسام رسوم متحركة دنماركي، ولد في 17 فبراير 1921 في Ribe ‏ في الدنمارك، وتوفي في 27 ديسمبر 2018.

## وصلات خارجية
- بورغ رينغ على موقع IMDb (الإنجليزية)
- بورغ رينغ على موقع ألو سيني (الفرنسية)
- بورغ رينغ على موقع ميوزك برينز (الإنجليزية)
- بورغ رينغ على موقع قاعدة بيانات الفيلم (الإنجليزية)
- بورغ رينغ على موقع كينوبويسك (الروسية)